# Наомі (реслерка)
Трініті ЛаШон Фату (англ. Trinity LaShawn Fatu, до шлюбу МакКрей (англ. McCray); нар. 30 листопада 1987) — американська танцюристка, модель та реслерка, яка виступає в федерації реслінгу WWE за бренд RAW під сценічним ім'ям Наомі (англ. Naomi) і є чинною чемпіонкою світу. У 2010 році вона взяла участь в третьому сезоні NXT, де посіла друге місце, програвши тільки Кейтлін. 20 червня вона стала першою чемпіонкою FCW серед Дів. 9 січня 2012 року дебютувала в RAW, як одна з танцівниць і помічниць Бродуса Клея.
До приходу в WWE Триніті була чирлідеркою команди НБА «Орландо Меджик». Вона також працювала на підтанцьовці у американського репера Фло Райди.

## Особисте життя
Трініті та Джонатан Фату, більш відомий під ім'ям на рингу Джиммі Усо, одружились 16 січня 2014 р. Через їх шлюб вона є членкинею сім'ї Аноаі, самоансько-американської династії. Подружжя проживає в місті Пенсакола, штат Флорида. Вона є мачухою двох дітей Фату.

## Чемпіонати та досягнення
- Florida Championship Wrestling
  - FCW Divas Championship (1 time)
  - FCW Divas Championship Tournament (2010)
- Pro Wrestling Illustrated
  - Ranked No. 7 of the top 50 female wrestlers in the PWI Female 50 in 2015
- Wrestling Observer Newsletter
  - Worst Feud of the Year (2015) Team PCB vs. Team B.A.D. vs. Team Bella
  - Worst Worked Match of the Year (2013) 14-woman elimination tag team match at Survivor Series
- WWE
  - Чемпіонство світу серед жінок (3 рази, чинна)[a]
  - Командне чемпіонство WWE серед жінок (2 рази) – з Сашою Бенкс (1) та Б'янкою Белер (1)
  - Пані Money in the Bank (2025)
  - Переможниця жіночого батл-роялу на Реслманії (2018)
  - Slammy Award (1 раз)
    - Найкращі танцювальні рухи року (2013) – з Кемерон у ролі Фанкодактилів

  - WWE Year-End Award (1 раз)
    - Найбільш недооцінена зірка року (2018)

## Виноски
1. ↑  Перші два титульні рейни Наомі випали на часовий проміжок, коли титут мав назву Чемпіонство SmackDown серед жінок.